# 懷諾特 (北卡羅萊納州)
懷諾特（英語：Whynot）是位於美國北卡羅萊納州蘭道夫縣的非建制地區。

## 歷史
懷諾特的郵局於1860年設立，其後於1905年停運。

## 地理
懷諾特所處的海拔為高於海平面184米（即604英呎），而該地所採用的時區為UTC-5，即北美东部时区（EST）。同時該地設有夏令時間，為UTC-5調快一小時，即UTC-4（EDT）。